# Unterauel
Unterauel ist ein Ortsteil von Untereschbach in der Stadt Overath im Rheinisch-Bergischen Kreis in Nordrhein-Westfalen, Deutschland.

## Lage und Beschreibung
Der kleine Ortsteil Unterauel liegt  westlich von Overath oberhalb der Sülz  an der Landesstraße 284, die hier Hoffnungsthaler Straße heißt. Ortschaften in der Nähe sind Daubenbüchel, Mittelauel und Altenbrück. Gegen den Widerstand von Teilen der Bevölkerung soll nach Planung der Stadt Overath in den nahen  Sülzauen ein drei Hektar großes Gewerbegebiet geschaffen  werden. Eine Bürgerinitiative hat eine Petition gegen die Planung eingereicht.

## Geschichte
Das Namenswort Auel leitet sich von *ouwala, *ouwila ab, dessen Stammwort ouwa (= Wasserland) im Sinne einer von mehreren Seiten von Wasser umgebenden Flusswiese zu verstehen ist.
Die Siedlung Unterauel gehörte zum Lehensgebiet des Prämonstratenserinnenklosters Meer in Meerbusch.

Die Topographia Ducatus Montani des Erich Philipp Ploennies, Blatt Amt Porz, belegt, dass der Wohnplatz bereits 1715 drei Hofstellen besaß, die als z. Maul beschriftet sind. Carl Friedrich von Wiebeking benennt die Hofschaft auf seiner Charte des Herzogthums Berg 1789 als Mauel. Aus ihr geht hervor, dass der Ortsbereich zu dieser Zeit Teil des Unterkirchspiels Immekeppel im Obergericht Bensberg war.

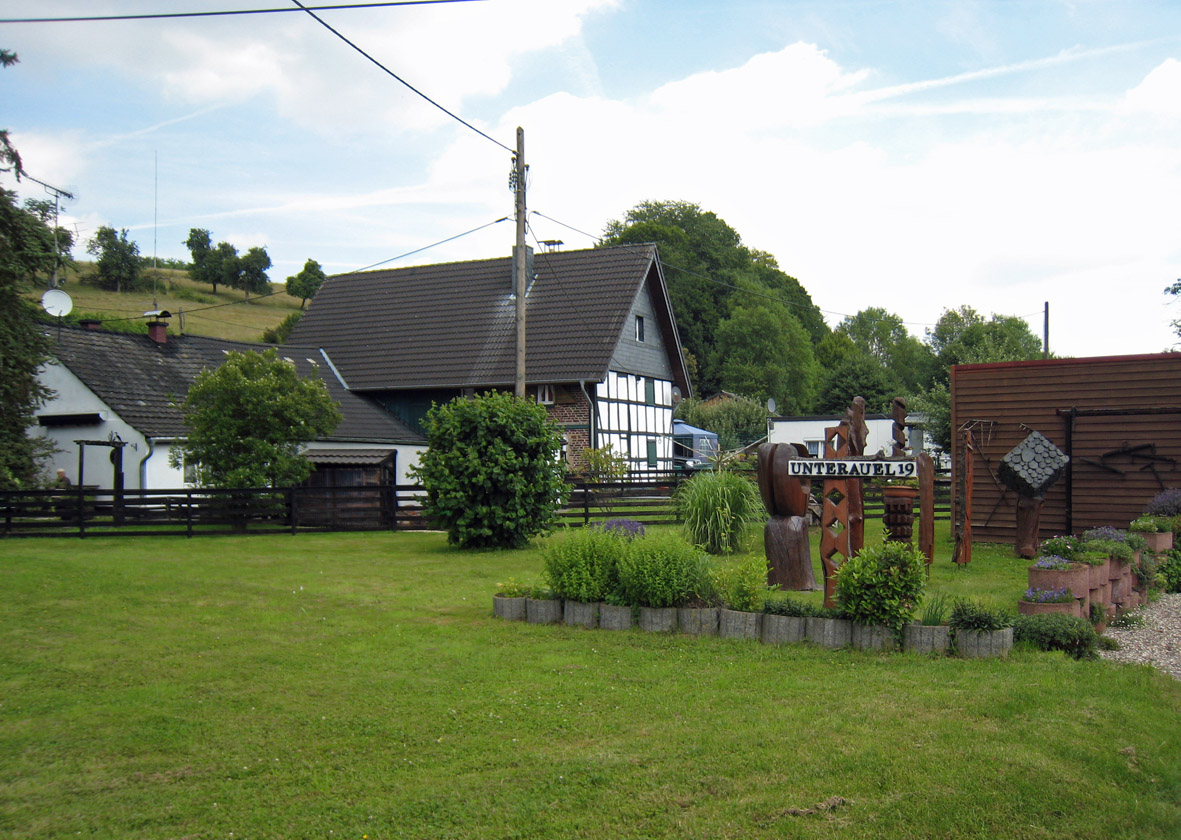
Ehemaliger Bauernhof in Unterauel

Der Ort ist auf der Topographischen Aufnahme der Rheinlande von 1817 als Unt. Aul verzeichnet. Die Preußische Uraufnahme von 1845 zeigt den Wohnplatz unter dem Namen Unt. Auel. Ab der Preußischen Neuaufnahme von 1892 ist der Ort auf Messtischblättern regelmäßig als Unter-Auel oder Unterauel verzeichnet.
1822 lebten 17 Menschen im als Bauerngut kategorisierten und (Unter-)Auel bezeichneten Ort, der nach dem Zusammenbruch der napoleonischen Administration und deren Ablösung zur Bürgermeisterei Bensberg im Kreis Mülheim am Rhein gehörte. Für das Jahr 1830 werden für den als Unter-Auel bezeichneten Ort 26 Einwohner angegeben. Der 1845 laut der Uebersicht des Regierungs-Bezirks Cöln als Bauergüter kategorisierte und Unter-Auel bezeichnete Ort besaß zu dieser Zeit vier Wohngebäude mit 24 Einwohnern, alle katholischen Bekenntnisses. Die Gemeinde- und Gutbezirksstatistik der Rheinprovinz führt Unterauel 1871 mit fünf Wohnhäusern und 23 Einwohnern auf. Im Gemeindelexikon für die Provinz Rheinland von 1888 werden für Unter Auel acht Wohnhäuser mit 39 Einwohnern angegeben. 1895 besitzt der Ort sechs Wohnhäuser mit 41 Einwohnern und gehörte konfessionell zum katholischen Kirchspiel Immekeppel und zum evangelischen Kirchspiel Volberg. 1905 werden acht Wohnhäuser und 49 Einwohner angegeben.
Aufgrund § 10 des Köln-Gesetzes wurden 1975 mehrere Bensberger Außenorte in die Gemeinde Overath umgemeindet, darunter auch der Bereich um Untereschbach mit Unterauel.